# Casas de Haro
Casas de Haro là một đô thị trong tỉnh Cuenca, cộng đồng tự trị Castile-La Mancha Tây Ban Nha. Đô thị này có diện tích là 110,88 ki-lô-mét vuông, dân số năm 2009 là 905 người với mật độ 8,16 người/km². Đô thị này có cự ly km so với tỉnh lỵ Cuenca.